# 昭和三大馬鹿査定
昭和三大馬鹿査定（しょうわさんだいばかさてい）と通称されるものは、昭和時代の税金の莫大な無駄遣いを表す比喩表現である。元々は、大蔵省主計局の職場内で使われていた隠語であり、「それに該当する三つが何か」という議論のことではなく、後世にそのような指摘をうけるような事業に予算をつけてはならないという主計官の自戒の言葉である。整備新幹線着工のための予算措置をめぐる駆け引きのなかで、1987年12月23日、翌年度（昭和63年度）の予算原案の大蔵省内示の時、当時の主計官であった田谷廣明が、整備新幹線着工に予算をつけることへの反対意見を表明する発言の中で比喩的にこの表現を用い、物議をかもした。

## 背景

### 国鉄民営化と整備新幹線着工問題
臨時行政調査会は巨額に膨れ上がった累積赤字を抱える国鉄を再建するために、「整備新幹線計画は当面見合わせる」と答申した。これを受け、1982年9月24日、整備新幹線計画は凍結、新幹線の建設主体である日本鉄道建設公団も他との統廃合の対象とする、閣議決定がなされた。その後、国鉄は分割民営化される方針で議論が進んだ。1986年10月28日、国鉄改革法案は衆議院で可決され、1987年の分割民営化が決まった。焦点は、民営化に取り残された形となった整備新幹線着工問題であった。整備新幹線を一般会計の枠組みの中で公共事業として行うことが模索された。しかし「整備新幹線を国の予算から出す場合には、運輸省の公共事業費を使ってもらう」というのが大蔵省の一貫した方針だった。
1986年12月29日、強く整備新幹線着工を主張する自民党と政府の間で政治折衝が行われ、整備新幹線について逐次着工するという政治決着をみた。そして、1987年1月30日の閣議において、正式に、「整備新幹線の建設を当面見合わせる」とした閣議決定を解除した。ただし、着工する前提条件として、「分割民営化後の新会社の判断」（原文ママ）と「財政問題、収支見通し」を付帯した。この時の整備新幹線の議論をまとめると、以下の点になる。
- 巨額の建設費を、国・地方・JRでどのように負担するのか
- 運行を始めた後の営業赤字をどのように避けるのか
- 並行在来線をどのように扱うのか

### 政治情勢
「増税なき財政再建」「三公社（国鉄・専売公社・電電公社）民営化」を掲げ、安定した支持率を保っていた中曽根内閣は、衆議院の解散（死んだふり解散）を行う。そして1986年7月6日の衆参同日選挙で自民党が圧勝した。この時の選挙公約を果たせという促進派からの要求に応えるかたちで、整備新幹線の凍結の閣議決定の破棄につながった。
1987年11月に禅譲という形で竹下内閣が成立した。自民党三役も一新し、幹事長に安倍晋太郎、政調会長に渡辺美智雄という布陣になった。しかし、政権与党であった自民党内に整備新幹線に対する温度差を生じさせた。
自民党幹事長の安倍晋太郎は整備新幹線促進の立場を明確にした。1987年12月15日、JR東日本社長の住田正二より、JR各社から整備新幹線財源問題等検討委員会の小委員会に提出した最終報告の概要説明が安倍晋太郎幹事長に対してなされた。この際、安倍晋太郎は、「全体として新幹線建設にJR各社は冷たいと言った感じだ」「キミは新幹線をつくらせたくないのか」「キミは運輸省で何をやってきたんだ。新幹線への地元住民の期待がこれだけ大きいのは、キミら運輸省が推進に一役買ってきたからじゃないか」と厳しく批判した。こうした安倍幹事長の一連の積極発言は、着工へのレールを敷くことで自民党主導の政策決定を鮮明にし、ポスト竹下を狙うため整備新幹線の早期着工を求める議員の支持を取りつけたいとの思惑があったとの指摘がある。
自民党政調会長についた渡辺美智雄は、1987年12月7日、自民党本部で開かれた自民党同志会での会合で講演し、来年度予算案編成の焦点の一つである整備新幹線問題について「九州や北陸など関係地域の人たちのつけてくれという気持ちはよくわかるが、（建設するとなると）15兆とか20兆とかかるうえ、赤字の垂れ流しになるのではという問題もある。せっかく国鉄改革をやったばかりなのに、第2の国鉄をつくってどうするのかということであり、なかなか結論の出せない、やっかいな問題だ」、「新幹線は大飯くらいの嫁さんが来るようなものだ。家が潰れてしまう」と、着工に消極的な考えを示した。
このように、ポスト竹下を狙う安倍晋太郎と渡辺美智雄の対立は、整備新幹線着工をめぐる問題で浮き彫りになり、前年に自民党が足並みをそろえて着工凍結の解除を迫ったときとは、大きく様相が変わっていた。
一方で、1987年12月13日、運輸大臣石原慎太郎（当時）は宮崎実験線でリニアモーターカーに初めて試乗した。この時の記者会見で、「50キロなり100キロなりの実験線など、実用化に向けた予算措置をする時期に来ているのではないか」と述べ、昭和六十三年度予算案にリニア関係調査費などを盛り込む考えを明らかにした。その後、ヨーロッパで磁気浮上鉄道の開発状況の視察を行い、整備新幹線よりもリニアモーターカーの方に強い興味を持っていた。また12月23日、自民党の松永光政調会長代理は「新幹線は三十年前の、高速道路もエアポートも無かった時代の発想だ。二十一世紀はリニアの時代。整備新幹線は完成した時にはもう古いものになる。二十一世紀を考えなくてはならないのに、そうした将来計画が運輸省には何もない」（原文ママ）と発言、将来のグランドデザインなき整備新幹線着工への議論の不毛さを指摘し、暗に整備新幹線促進派を批判した。

### 経済界の状況
経済界は、当時進んでいた円高に危機感をもち、公共事業費の増額を望んでいた。整備新幹線については、日本建設業界団体連合会長は整備新幹線の着工を要望していることを表明した。しかし経済同友会代表幹事は「採算のメドがないままに着工に踏み切るのは避けるべきだ」と述べ、財源の裏打ちのないままでの着工反対を表明した。

### 財政担当側の状況
大蔵省は、1980年（昭和55年）から、財政再建路線を進めていた。中曽根内閣時代に大蔵大臣であった竹下登は緊縮財政を「おしん路線」と呼び、「昭和65年度（平成2年度）赤字国債発行ゼロ」を掲げていた。そしてその達成は好調な税収に支えられて実現一歩手前まできていた。一方で竹下内閣で大蔵大臣についた宮澤喜一は財政再建路線を堅持しつつも内需拡大のために積極財政への転換を模索するという状況であった。しかし、大蔵省が危惧したのは「一時的な好調に浮かれて財政再建の手を緩めると、タガがはずれて過去の苦労も水の泡になる」、「（一度放漫財政になれば）いざというときは財政赤字に足を引っ張られて何もできない。過去に何度も味わった苦悩を繰り返すことになる」ということであった。
そのような状況下で12月23日に示された政府予算大蔵原案は、整備新幹線について「調整中」とし、実質ゼロ査定となった。この時の大蔵省が公共工事として整備新幹線の着工するために示した前提条件をまとめると、以下の3点である。
- 国の建設費九割負担は無理
- JRの会計に減価償却費を積む
- 固定資産税の納付も行う

### 整備新幹線着工促進派の状況
地元に整備新幹線の計画ルートを持つ着工促進派の議員を中心に、二階堂進を会長とした整備新幹線着工促進議員連盟を立ち上げた。整備新幹線計画予定のある地方自治体の関係者と共に、予算折衝の時期を通して大蔵省をはじめとする各方面に陳情合戦をくりひろげていた。この時の状況を、鎌田要人鹿児島県知事は新幹線のために自ら頭を下げてまわる姿を「コメツキバッタ」と自嘲した。
このため、着工促進派は、「いま突破口を開けておかないと、当分進展は望めない。今年こそは決着をつけよう」と悲壮感を漂わせるまでになっていた。このような攻勢の背景には、先に述べたように大蔵省が公共事業費の増額容認の方向を示したこのタイミングで、整備新幹線の着工問題を解決してしまいたいという思惑があった。一方で、先に述べた安倍晋太郎と渡辺美智雄の意見対立があり、双方のメンツを潰さないようにするため、本格着工問題をさらに先送りするのではないかという憶測もあった。
促進派の国会議員や地方自治体の関係者は、六十三年度大蔵原案が提示される12月23日に、赤坂プリンスホテルで整備新幹線早期着工実現総決起大会を開き、昭和63年度での着工を要求した。二階堂進はこの決起総会で「新幹線の扱いがどうなるか、今年ほど真剣に心配している年はない。新幹線建設は自民党の第一の公約であり、これをやらないと国民をだますことになる」と、改めて早期本格着工を求める決意を述べた。その熱意は凄まじく、例えば、この大会には自民党から共産党まで青森県議会議員の約9割が参加していた。

## 発言

### 状況
このころ大蔵省主計局は、主計局長を筆頭に、その下に主計局次長が3名、さらにその下に担当別の主計官が9名という構成であった。9人いる主計官のうち、整備新幹線の予算編成にあたっていたのが、運輸・郵政担当主計官とその上司である主計局次長であった。
当時、大蔵原案がまとまると、記者クラブを対象に「レク」と呼ばれた原案に対する説明が行われる習慣があり、担当各主計官が約20分ずつ大蔵原案の内容の説明を行なっていた。1987年12月22日に、昭和六十三年度政府予算大蔵原案の「レク」が開催された。しかし、「レク」の時間が後ろに伸びるのは常で、この時も田谷の順番が回ってきたときはすでに日付が変わり12月23日になっており、記者の間にも疲労感が漂っていた。またこの時、田谷は飲酒後に記者の前に現れていた。

### 田谷主計官の発言内容
1987年12月23日に運輸・郵政担当主計官であった田谷が語った内容は、以下のようなものである。

### 記者の反応
田谷の発言を聞いていた記者たちは、強烈な内容に唖然とし、大爆笑であったという。

## 発言に対する反応と対応

### 報道
この田谷主計官の発言は「整備新幹線計画認めれば『昭和の三大バカ査定に』大蔵省主計官大胆に？本音」と見出しをつけ、毎日新聞東京朝刊が12月24日の社会面で報じた。サンデー毎日は「『三大バカ査定発言』で男をあげた大藏主計官の評判」という記事を見開き2ページで掲載。週刊新潮は「『三大バカ査定』に続く『亡国』圧力団体の主役」として、本四連絡橋や農道空港の予算も無駄であるという趣旨と合わせて4ページの記事を掲載。また週刊文春は白黒グラビアページに「昭和三大バカ査定この風景」と青森の新幹線建設予定地の風景グラビアを掲載した。

### 整備新幹線促進派の反応
発言のあった12月23日に、赤坂プリンスホテルで開かれていた整備新幹線早期着工実現総決起大会に、すぐに伝わった。連盟幹事長の森喜朗は、すぐさま「不届きな発言でありそんな考え方を持っている大蔵省との関係はどうあるべきなのか」と強く非難した。また他の促進派からも「官僚の暴言だ。糾弾しろ」「その主計官を国会へ連れてきて、どういうことか糾明すべきだ」などの強行論が続出した。「大蔵省は整備新幹線建設はバカな計画と言っているようだが、景気を良くするには公共事業の増大が一番。原子力船『むつ』のバカさ加減に比べれば、こっちのバカはまだ意味がある」といった開き直りとも取れるものもあった。
以上のように、この発言は促進派の感情を刺激し、強い反発を招いた。しかし促進派の有力国会議員であり、自民党交通部会長であった小里貞利は自著のなかで「矛先が私に向けられるたび、『交通部会長として、きちんと抗議します』と、答えてはいた。が、実際には抗議はしないままでいた」「『三大バカ査定』発言の後も、私は田谷主計官とは何十回も会った。が、問題発言に関しては、ただの一度も抗議はしなかったし、話題にもしなかった」と述べている。

### 政府・閣僚の反応
この発言について、促進派からの申し入れに対して、宮澤喜一大蔵大臣と西垣昭主計局長は「あの発言は適当でない」とした。
整備新幹線の担当である運輸大臣石原慎太郎は、この発言のあった翌日の閣議後の記者会見において、「各省それぞれの言い分があるだろうが、大蔵省よりこっち（運輸省）の方が先見の明がある場合だってある」と整備新幹線担当大臣として大蔵省に反論した。

### 大蔵省内での対応・反応
小粥正巳官房長（当時）は、田谷主計官を自室に呼んで「場所柄をわきまえず思慮が足らなかった」とひとしきり説教した。その後、「そこで聞いていろ」と田谷を脇に置き、自民党の幹部に電話を入れて謝罪した。
一方、田谷は後日のインタビューで、「バカ査定のような話はわが省のいいところで、皆私を庇おうとしてくれた。むしろ、ああいうときは庇わなかった人の方が非難される。組織として庇わないと、組織としての評判が落ちるから一枚岩になって守ってくれた。私も初めての経験で心配したが、省内の大半は『言い方が悪かったな』程度の反応で済み、向こう傷にはならなかった」と語り、この発言を大蔵省内では全面的に擁護してくれたと受け止めていた。
事実、田谷はその後、主計官の中でも最重要とされていた公共事業担当を経て主計局総務課長に昇進しており、発言は田谷の大蔵省におけるキャリアに何ら傷を与えなかったことがわかる。ただし、田谷は1995年に接待汚職によって退官を余儀なくされた。

## 整備新幹線着工問題へのその後の影響

### 関係閣僚会議
この発言のあった翌日の12月24日、整備新幹線関連の大臣による閣議が開かれた。ここで、宮澤喜一大蔵大臣は、「膨大な施設をただで貸し付けるのは問題だ」と発言。梶山静六自治大臣は「沿線自治体には過疎地域が多く、一割の拠出は大変だ。地方交付税で措置しろといっても、一部地域への巨大な交付は公平原則に反する」と述べ、整備新幹線建設に地方自治体の財源負担は無理であるとの見解を示していた。高鳥修総務庁長官は「国鉄改革をやったのだからJR各社に（赤字という）悪影響が出るのは避けて欲しい」と述べた。また整備新幹線担当の石原慎太郎運輸大臣も「運輸省は行政哲学として高速鉄道網はあくまで必要と考えているが、東京、大阪の通勤地獄の方がはるかに深刻で非人道的。金があればそちらに回したい」と述べた。このように関係閣僚からは改めて整備新幹線着工への消極的な発言が続出した。

### 昭和六十三年度予算
12月28日、政府原案を決定。東北、北陸、九州・鹿児島の3つに合計150億円の建設費が計上された。しかし、執行には厳しい条件がつけられた。実質的には、政府側の慎重論に押される形となり、昭和六十三年度予算における整備新幹線問題の決着は、先送りされることになった。
- 東北・北陸・九州鹿児島の各ルートは順次建設に着手する
- 着工順位を決める
- 財源問題、並行在来線廃止問題の具体的方法に結論を得る

促進派は、内部分裂をまねきかねない「着工順位付け」を飲むところまで譲歩したが、大蔵省の硬い姿勢を突き崩すことができなかった。
しかし、昭和六十三年度政府予算案で公共事業費は対前年19.7％増で、整備新幹線以外では認められた新規事業もあった。リニアモーターカーに強い興味を持つ石原慎太郎運輸大臣の肝いりで新実験線の調査費が認められた。これにより以前からリニア実験線の誘致を表明していた山梨県や北海道、宮崎県などが誘致に動き出した。
またミニ新幹線方式による福島・山形間（山形新幹線）の建設も六十年度予算ですんなり認められていた。つまり、予算要求側も整備新幹線着工で一枚岩ではなかった。整備新幹線と関係のない地域選出の議員は「増えた建設関係予算を整備新幹線ばかりに取られてはたまらない」と、整備新幹線には終始冷ややかな態度であった。これまで整備新幹線着工要求はこれまで公共事業抑制政策の不満のはけ口としてのシンボル的な問題であった。しかし、日本内外からの内需拡大要求という要因で、公共事業費そのものは増額された。その状況下で、整備新幹線着工問題は相対化され、公共事業増大というシンボルとしての役割が低下しつつあった。ただ、先延ばしの決定には「田谷主計官の『バカ査定』発言はそれなりの効果を残した」という指摘もある。

### 着工促進派の巻き返し
この先延ばし決定に、促進派は失望を隠さなかなった。鎌田要人鹿児島県知事は「引き延ばし決着は自民党の公約違反であり、極めて遺憾に思っている。中央は地方の苦境を理解していない。第二次西南戦争を起こしたいくらいだ」と述べ、不満を爆発させていた。
大蔵省の壁を突破できない原因として特に自民党内の足並みの乱れとみた促進派は、整備新幹線に消極的な立場をとっていた幹事長の渡辺美智雄の説得に注力した。促進派の小里貞利は自民党本部、個人事務所、議員宿舎に連日、早朝、深夜、構わず訪問し陳情を行った。
渡辺美智雄は5月19日に開かれた第4回着工優先順位専門検討委員会で「部分着工、区間着工した場合はどうなるか具体的に検討してみてはどうか」と発言、この発言をうけ、運輸省が東北、北陸、九州・鹿児島ルートについて具体的な試算を行うことになった。

### 運輸省試算と整備新幹線財源問題の合意
先の部分着工の具体的検討を行った結果として、1988年8月11日運輸省の「整備新幹線各線の暫定整備計画」、いわゆる運輸省試案が説明された。この試算結果では、スーパー特急方式およびミニ新幹線方式を導入することなどを柱に建築費見積りを圧縮した。その額は1兆3800億円であり、当初の2兆9200億円の半分以下になった。
しかしこの運輸省試案は、促進派を失望させた。一部では「ウナギを注文したのにアナゴやドジョウが出てきた」と不満を漏らした。それに対して運輸省関係者は「腹がへっているならとりあえずドジョウを食べてみて、そのうえでウナギも必要かどうか考えてほしい」と反論。また運輸大臣だった石原慎太郎は「将来は立派な新幹線になる出世魚と受け止めて欲しい」と理解を求めた。また大蔵省も「巨額の支出は認められぬ」とし、この運輸省案も反対の姿勢を明確にした。
同年8月31日、整備新幹線の着工順位が決定、北陸新幹線の高崎 - 軽井沢間が筆頭となった。残る課題はJR各社、地方と国の建設費の負担割合であった。最終的には自民党と政府との政治折衝に持ち込まれ、大蔵原案内示前の段階、1989年1月17日に事実上の3ルートの同時着工で合意した。合意は要約すると以下の内容である。
- 線路部分の建設費の地方負担割合を10%
- 駅舎部分の建設費の地方負担割合を25%
- 建設を負担する地方自治体に地方債の発行を認める

復活折衝前の合意は異例のスピード決着であった。この背景には以下の様な目論見があったと言われている。
- 最終局面での政治折衝で着工を決めると、「消費税導入よる増収で着工に踏み切った」という印象を与えることを懸念[51]。
- 竹下内閣の目玉政策であったが具体策に乏しい「ふるさと創生事業」の起爆剤にしようと考えたこと[51][52]。
- この年の夏に予定されていた参議院選挙対策[51][52]。

この時も整備新幹線担当であった田谷主計官は、同日の記者会見にて「評価、感想は一切言わないよう言われてきている」と冒頭に述べ、失言するなと事前にクギを刺されたことを明かし、大蔵省内の複雑な心境をにじませた。

## 発言自体に対する批判および意見

### 大蔵官僚や田谷個人の資質に属するもの
当然、このような発言をした田谷主計官の個人的な資質や大蔵官僚に対する批判も起きた。
田谷は主計官に着任する前の1983年から1985年まで、大蔵省から熊本県企画開発部長に出向していた経験があった。このときは九州新幹線の熊本 - 鹿児島間の早期着工を国に求める旗振り役であり、建設要求のための集会で、司会進行役を務めたことがあった。これを知っている促進派の関係者からは、「立場変われば人変わる、を絵に描いたようだ」とか、「節操のない変節漢」など批判した。鎌田要人鹿児島県知事は「役人ってそんなものですよ。新幹線は大問題。安全運転ばかり考え、ババを引きたがらないから決断できない」と語った。
また田谷の大蔵省時代の上司であったことがある加藤隆司はインタビューに答える形で、「（三大バカ査定とは）主計局に語り継がれてきた言葉で、三つのうち二つまでは名前を言ってもいい。戦艦大和でも戦艦武蔵でも青函トンネルでも二つまでは挙げていいが、三つ目は絶対挙げてはいけないという戒めの言葉なんだ。要するに三つ目は『お前がやったらバカ査定になるぞ』という戒めの意味が込められている。そういう職場言葉を、ましてや人前で喋るのは論外で、脇が甘すぎるとしか言いようがない」と田谷の官僚としての資質を批判した。
一方、渡部恒三は「直言する骨太の主計官。やはり大蔵省の官僚は大したものだ」と発言。また「よく言ってくれた」と書いた新聞記事もあり、「三大バカ査定」を歓迎する世論があった。このような意見に対して、促進派の小里貞利は自著で「これは整備新幹線が『地域エゴ』であり、地方への利益誘導政策と受け取る大都市生活者が少なくなかったこと、があるだろう。残念ながら私たち地方在住者の思い、地方の渇望するところが正しく理解されていなかったのだ。私たちを取り巻く環境は厳しかった」と語っている。

### 表現手法としてのバカ査定発言
この表現を下敷きにしたように思われる発言や表現が、度々登場する。例えば、太田誠一自民党行革推進本部長は本州四国連絡橋、東京湾アクアライン、関西国際空港を「20世紀末の三大バカ事業」と評した。
しかし、このような言葉の使い方に対して、甲南大学教授の杉村芳美は「財政当局の自戒としての言葉ならともかく、国家の歴史的大事業をカネの問題だけから取り上げる物言いは、それこそバカな査定感覚であろう」と批判した。さらに「公共投資・公共事業が税金をいくら使ってもよいわけはないし、赤字をたれ流ししてよいわけではない」としたうえで、「公共投資・公共事業は社会資本の形成という社会的便益のために行うのであって、投資が生み出す便益は多岐にわたりかつ社会全体に広がる。それゆえ、投資は当該事業の効率性や資金回収率だけで評価できるものではないし、するべきものではない」と述べている。